# Motor de combustió interna

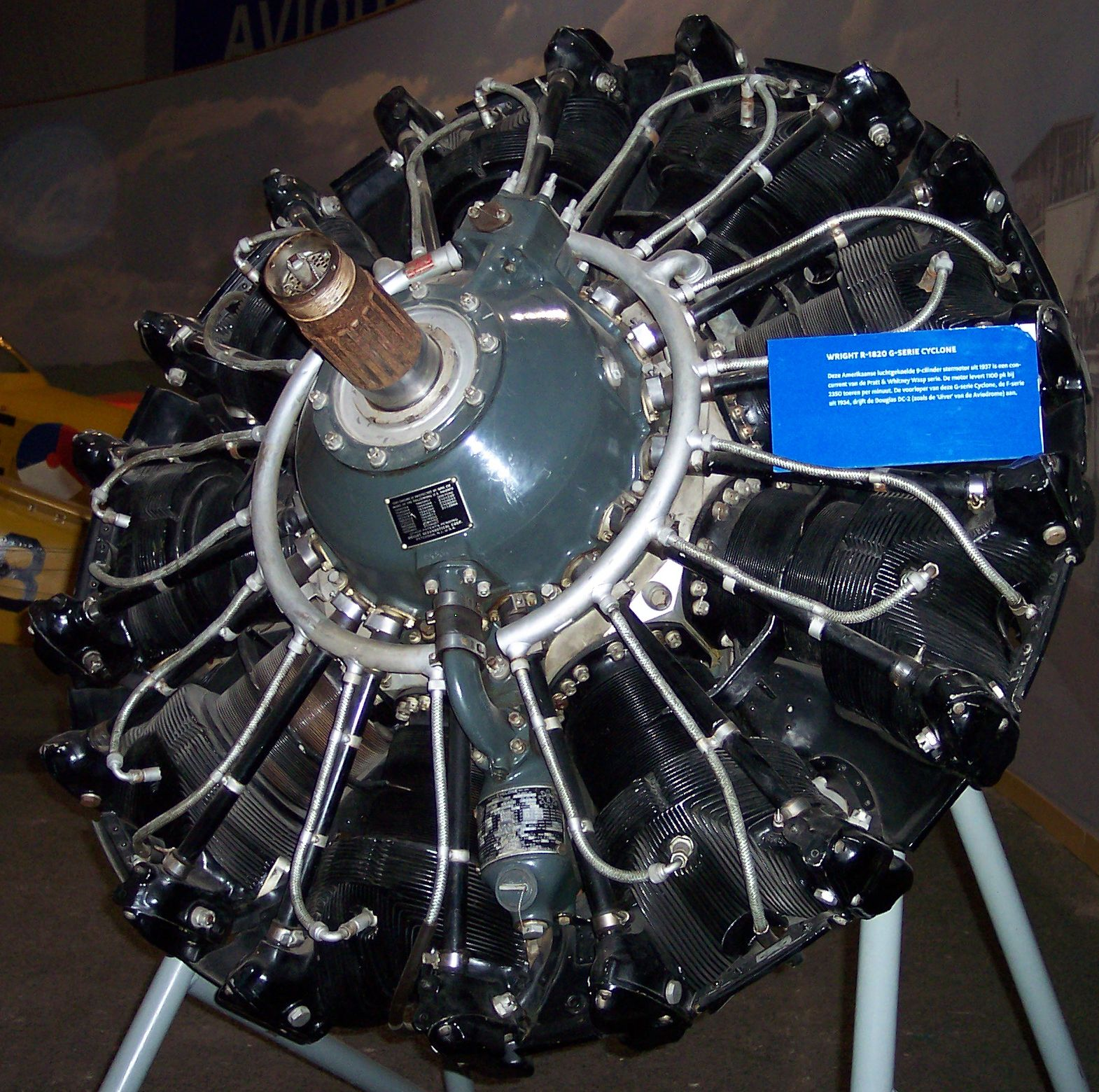
Motor antic, d'aviació, amb disposició radial dels pistons.

Un motor de combustió interna és un tipus de màquina que obté energia mecànica directament de l'energia química produïda per un combustible que crema dins d'una cambra de combustió, la part principal d'un motor. S'utilitzen motors de combustió interna de quatre tipus:
- El motor cíclic Otto, el seu nom prové del tècnic alemany que el va inventar, Nikolaus Otto. És el motor convencional de gasolina que s'utilitza a l'automoció i l'aeronàutica.
- El motor dièsel, anomenat així en honor de l'enginyer alemany Rudolf Diesel, funciona amb un principi diferent i sol consumir gasoil. Es fa servir sovint en camions, autobusos i automòbils.

Tant els motors Otto com els dièsel es fabriquen en models de dos i quatre temps.
- El motor rotatori.
- La turbina de combustió.

## Història

Cicle de Carnot.
C-D Compressió a Temp. cons.
D-A Escalfament a Vol. cons.
A-B Expansió a Temp. cons.
B-C Refredament a Vol. cons.

Els motors de combustió interna es van fer com a substituts dels motors de combustió externa (màquines de vapor), amb la idea de traspassar la font de calor de fora de la màquina (caldera) a dins del cilindre, i així millorar el seu funcionament.
El Pyréolophore, el primer motor de combustió interna, fou concebut, creat i desenvolupat per Nicéphore Niépce amb el seu germà major Claude, i va rebre una patent el 20 de juliol 1807 de l'emperador Napoleó Bonaparte, després de remuntar amb èxit el corrent al riu Saona.
Basats en el cicle de Carnot, publicat en el 1824, i els treballs d'Alphonse Beau de Rochas, publicats en el 1862, es feien motors que consumien gas pobre (gas d'enllumenat). No va ser fins al 1860 que Jean Joseph Etiene Lenoir en va fer un que funcionava correctament.
El 1862 el Sr. Nikolaus August Otto va construir un prototip seguint el seu cicle que es va desintegrar, i no va ser fins a 1872 junt amb Gottlieb Daimler i Wilhelm Maybach varen crear la companyia Gasmotoren-Fabrik Deutz AG, per comercialitzar motors de cicle otto.
En el 1887 el Sr. Rudolf Christian Karl Diesel va publicar un treball anomenat Theorie und eines rationellen construction en Wärmemotors zum Ersatz der Dampfmaschine und der heute bekannten Verbrennungsmotoren, que vol dir de la teoria i la construcció racional d'un motor tèrmic que reemplaci la màquina de vapor i els motors de combustió coneguts avui en dia, que és el principi del seu cicle. En el 1893 i estant empleat en la fàbrica MAN en Ausburg va muntar un prototip que va presentar com a motor d'oli pesant, i el motor funcional el va presentar en l'Exposició Universal de Paris del 1900.
Posteriorment, i basats en aquests treballs, hi han hagut millores, degudes a la seva implantació en automòbils i avions que han millorat el seu funcionament i rendiment.
A Catalunya hi ha hagut grans fàbriques de motors com La Hispano Suiza i La Maquinista Terrestre y Marítima

## Estructura i funcionament
Els motors Otto i els Dièsel tenen els mateixos elements principals.

### Arquitectura

-a : Motor en línia.
-b i -c : Motor en V

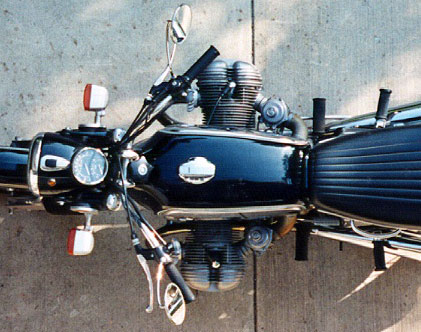
Motor BOXER BMW R-75

Motor en estrella

En un motor pluricilíndric, i segons la disposició dels cilindres, i han diverses configuracions de motor:
Motor en línia
És el tipus de motor més corrent, en el qual els cilindres estan col·locats un a continuació de l'altre.
Motor en V
És com si uníssim dos motors lineals pel cigonyal, formant una V els dos blocs. És una estructura molt utilitzada en motors grans, i en cotxes americans.
Motor en L
És una derivació del motor en V quan aquesta fa 90°.
Motor boxer
És una altra derivació del motor en V en el qual l'obertura de la V és de 180°, és a dir, que els cilindres estan oposats uns amb els altres. Com a exemple tenim les antigues BMW o els cotxes Porsche.
Motor en W
S'anomena així al motor que du més de 2 blocs de cilindres, normalment 3 blocs. Hi ha una altra estructura també coneguda amb el nom de Y, per la disposició de les seves fileres de cilindres, que frontalment recorden aquesta lletra.
Motor en estrella
Quan els cilindres estan disposats al voltant del cigonyal, parlarem d'un motor en estrella. És de destacar que en aquests motors hi ha una biela a la que van connectades les altres que s'anomena biela mare. Com a exemple es pot recordar els antics motors d'aviació.
Motor en H
És quan es connecten els cigonyals de dos motors V, normalment boxer, de manera interna, per mitjà d'engranatges.

### Cambra de combustió
La cambra de combustió és un cilindre, generalment fix, tancat a un extrem i dins del qual llisca un pistó molt ajustat a l'interior, garantint-ne l'estanquitat dels aros o segments. La posició cap a dins (punt mort superior) i cap a fora (punt mort inferior) del pistó modifica el volum que existeix entre la cara interior del pistó i les parets de la cambra. El pistó està unit mitjançant un eix a la biela i aquesta al cigonyal, que converteix el moviment lineal del pistó en moviment circular.
En els motors de diversos cilindres el cigonyal té diversos colzes (munyequilles en argot) on van connectades les bieles de cada cilindre (menys en els motors en estrella), de manera que l'energia produïda per cada cilindre s'aplica al cigonyal en un punt determinat de la rotació. Els cigonyals estan dotats de pesants volants i contrapesos, la inèrcia dels quals redueix la irregularitat del moviment de l'eix. Un motor pot tenir d'1 a 28 cilindres.

### Sistema de bombament

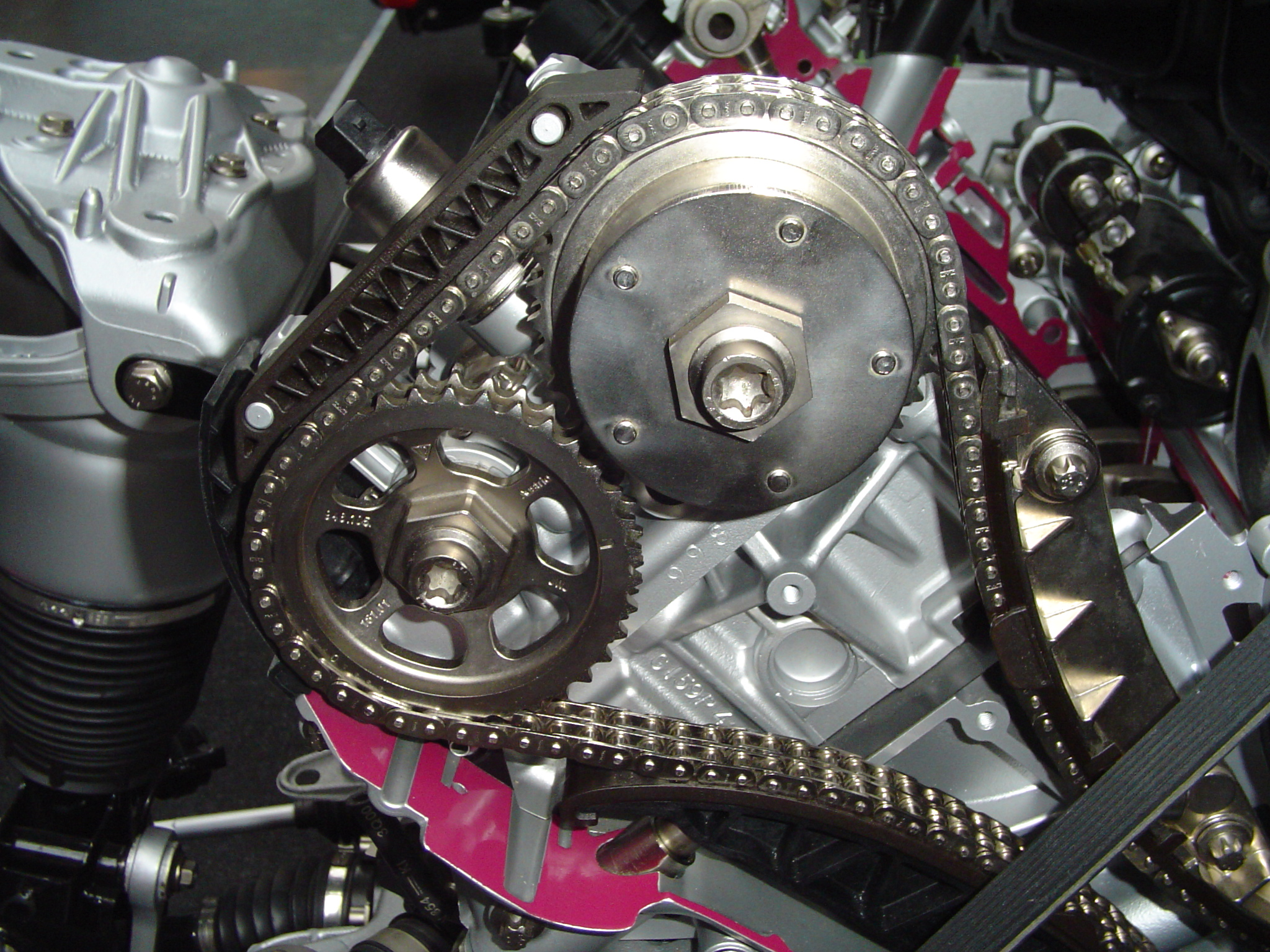
Corretja o cadena de distribució

Tot motor actual, pel seu funcionament, necessita sistemes de bombament per la provisió de combustible i el greixat. El sistema de bombament de combustible d'un motor de combustió interna consta d'un dipòsit, una bomba de combustible i un dispositiu que vaporitza o atomitza el combustible líquid. S'anomena carburador el dispositiu utilitzat per a aquest fi en els motors Otto. En els motors de diversos cilindres el combustible vaporitzat es condueix als cilindres mitjançant un tub ramificat anomenat col·lector d'admissió. Molts motors disposen d'un col·lector d'escapament o d'expulsió, que transporta els gasos produïts en la combustió.
En els motors de cicle dièsel l'encarregada del transport i distribució/dosificació, és la bomba injectora, encara que avui en dia i han altres sistemes (Common rail).

### Sistema d'alimentació

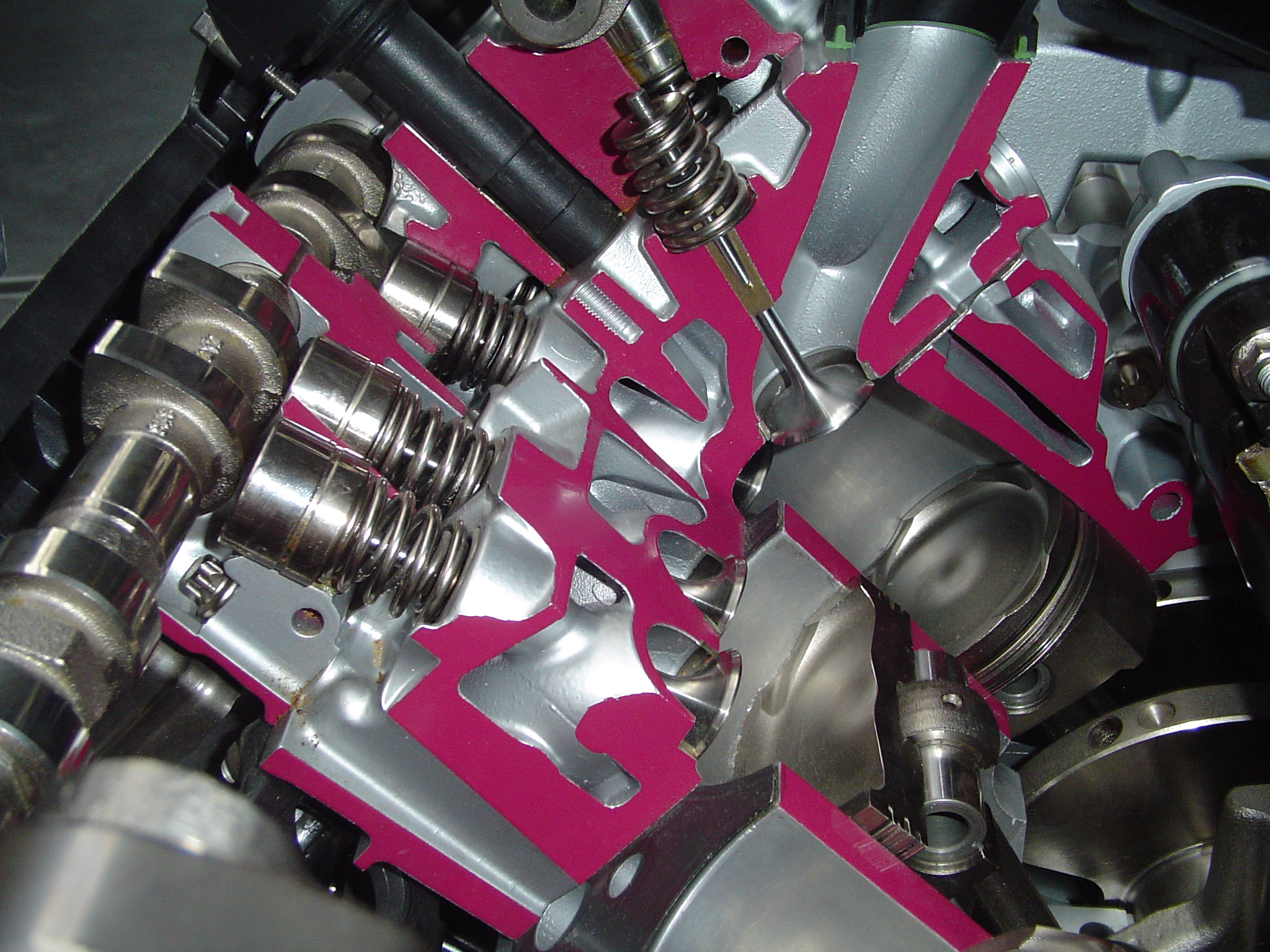
Vàlvules i arbre de lleves.

Cada cilindre pren el combustible i expulsa els gasos per vàlvules de capçal o vàlvules lliscants. Una molla manté tancades les vàlvules fins que s'obren en el moment adequat, quan actuen les lleves d'un arbre de lleves rotatori mogut pel cigonyal i tot el conjunt el coordina la corretja de distribució. En la dècada de 1980, aquest sistema d'alimentació d'una barreja d'aire i combustible s'ha vist desplaçat per altres sistemes més elaborats ja utilitzats en els motors dièsel. Aquests sistemes, controlats per computadora, augmenten l'estalvi de combustible i redueixen l'emissió de gasos tòxics.
L'alimentació dels cilindres de combustió pot modificar-se segons paràmetres físics com ara augmentant la pressió de l'aire o de la mescla que entra per la vàlvula d'admissió. Aquesta pràctica s'anomena sobrealimentació.

### Encesa

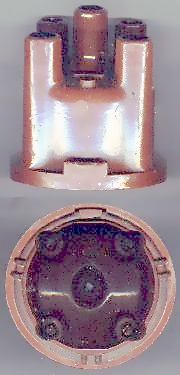
Tapa del distribuïdor.Aquesta peça forma part de l'antic sistema electromecànic d'encesa dels motors Otto.

Tots els motors han de disposar d'una forma d'iniciar la ignició del combustible dins del cilindre. Per exemple, en el sistema d'ignició dels motors Otto, existeix un component anomenat bobina d'encesa, el qual és un auto-transformador d'alt voltatge al qual es connecta un commutador que interromp el corrent del primari perquè s'indueixi la guspira d'alt voltatge en el secundari. Aquestes guspires estan sincronitzades amb l'etapa de compressió de cadascun dels cilindres, la guspira és dirigida al cilindre específic de la seqüència utilitzant un distribuïdor rotatiu i uns cables de grafit que dirigeixen la descàrrega d'alt voltatge a la bugia. El dispositiu que produeix la ignició és la bugia, un conductor fixat a la paret de cada cilindre.
Si la bobina està en mal estat se sobreescalfa; això produeix una pèrdua d'energia, disminueix la guspira de les bugies i causa fallades en el sistema d'encesa de l'automòbil.
La bugia conté en un dels seus extrems dos elèctrodes separats entre els que el corrent d'alt voltatge produeix un arc elèctric que encén el combustible dins del cilindre.
L'evolució del sistema d'encesa en motors de cicle Otto va anar paral·lel a la tècnica electrònica de manera que durant el segle XX hom va arribar a substituir el sistema elèctric d'encesa per un sistema electrònic.
En el cicle dièsel, l'encesa es produeix per la sobtada elevació de la temperatura de l'aire deguda a l'alta compressió a què se sotmet. Hi ha motors que porten les mal anomenades bugies d'incandescència per ajudar a la inflamació de la mescla. En realitat són resistències per escalfar la superfície de la cambra de combustió.

### Refrigeració del motor
Com que la combustió produeix calor, tots els motors cal que disposin d'algun tipus de sistema de refrigeració. Alguns motors estacionaris d'automòbils i d'avions i els motors de forabord es refrigeren amb aire. Els cilindres dels motors que utilitzen aquest sistema disposen a l'exterior d'un conjunt de làmines de metall que emeten la calor produïda dins del cilindre. En altres motors s'usa refrigeració per aigua, cosa que implica que els cilindres es troben dins d'una carcassa plena d'aigua que en els automòbils es fa circular mitjançant una bomba. L'aigua es refrigera quan passa pels conductes d'un radiador. És important que el líquid que s'usa per refredar el motor no sigui aigua comuna i corrent perquè els motors de combustió treballen regularment a temperatures més altes que la temperatura d'ebullició de l'aigua, això provoca una alta pressió en el sistema de refredament i causa fallades en les estopades i segells d'aigua així com en el radiador. S'usa un líquid amb additius anticongelants perquè no es congeli a la mateixa temperatura que l'aigua, sinó a molt més baixa temperatura.
Una altra raó per la qual cal usar líquid amb additius és que l'acció dels antiprecipitants i antincrustants minva la precipitació de sals minerals, sutge i sediments que s'hi adhereixen a les parets dels conductes i bomba del sistema de refrigeració formant una capa aïllant que disminuirà la capacitat de transmissió tèrmica del sistema. En alguns motors navals senzills s'utilitza aigua del mar per a la refrigeració en circuit obert.

### Sistema d'arrencada
Al contrari que els motors i les turbines de vapor, els motors de combustió interna no produeixen un parell de forces quan arrenquen (vegeu Moment de força), cosa que implica que cal provocar el moviment del cigonyal perquè es pugui iniciar el cicle. Els motors d'automoció utilitzen un motor elèctric (el motor d'arrencada) connectat al cigonyal per un embragatge automàtic que es desacobla quan arrenca el motor. D'altra banda, alguns motors petits s'arrenquen a mà girant el cigonyal amb una cadena o estirant una corda que s'enrotlla al voltant del volant del cigonyal. Altres sistemes encesa de motors són els iniciadors d'inèrcia, que acceleren el volant manualment o amb un motor elèctric fins que té la velocitat suficient per moure el cigonyal; els iniciadors explosius, que utilitzen l'explosió d'un cartutx per moure una turbina acoblada al motor; oxigen per alimentar les cambres de combustió en els primers moviments (grans motores). Els iniciadors d'inèrcia i els explosius s'utilitzen sobretot per arrencar motors d'avions.

## Tipus de motors

### Motor convencional del tipus Otto

Motor de 4 temps de tipus constructiu i termodinàmic "Otto".

El combustible s'injecta polvoritzat i barrejat amb gas (habitualment aire o oxigen) dins d'un cilindre. La combustió total d'1 gram de gasolina es realitzaria teòricament amb 14,8 grams d'aire però com que és impossible realitzar una mescla perfectament homogènia d'ambdós elements se sol introduir un 10% més d'aire del necessari (relació en pes 1/16).
El motor convencional del tipus Otto és de quatre temps. L'eficiència dels motors Otto moderns es veu limitada per diversos factors, entre altres la pèrdua d'energia per la fricció i la refrigeració.
En general, l'eficiència d'un motor d'aquest tipus depèn del grau de compressió. Aquesta proporció sol ser de 8 a 1 o 10 a 1 en la majoria dels motors Otto moderns. Es poden utilitzar proporcions majors, com de 12 a 1, augmentant així l'eficiència del motor, però aquest disseny requereix la utilització de combustibles d'alt índex d'octà.
Una vegada dins del cilindre la mescla és comprimida. En arribar al punt de màxima compressió (punt mort superior o P.M.S.) es fa saltar una espurna, produïda per una bugia, que genera l'explosió del combustible. Els gasos tancats en el cilindre s'expandeixen empenyent un pistó que rellisca dins el cilindre (expansió teòricament adiabàtica dels gasos). L'energia alliberada en aquesta explosió és doncs transformada en moviment lineal del pistó, el qual, a través d'una biela i el cigonyal, és convertit en moviment giratori. La inèrcia d'aquest moviment giratori fa que el motor no es pari i que el pistó torni a empènyer el gas, expulsant-lo per la vàlvula corresponent, ara oberta. Per acabar el pistó retrocedeix de nou permetent l'entrada d'una nova mescla de combustible.
L'eficiència mitjana d'un bon motor Otto és d'un 20 a un 25%: solament la quarta part de l'energia calorífica generada en la combustió es transforma en energia mecànica.

### Motor dièsel
En teoria, el cicle dièsel difereix del cicle Otto en què la combustió té lloc en aquest últim a volum constant en lloc de produir-se a una pressió constant. La majoria dels motors dièsel tenen també quatre temps, si bé les fases són diferents de les dels motors de gasolina.
En la primera fase s'absorbeix aire cap a la cambra de combustió. En la segona fase, la fase de compressió, l'aire es comprimeix a una fracció del seu volum original, la qual cosa fa que s'escalfi fins a uns 440 °C. Al final de la fase de compressió s'injecta el combustible vaporitzat dins de la cambra de combustió, produint-se l'encesa a causa de l'alta temperatura de l'aire. En la tercera fase, la fase de potència, la combustió empeny el pistó cap enrere, transmetent l'energia al cigonyal. La quarta fase és, igual que en els motors Otto, la fase d'expulsió.
Alguns motors dièsel utilitzen un sistema auxiliar d'ignició per encendre el combustible per arrencar el motor i mentre arriba a la temperatura adequada.
L'eficiència dels motors dièsel depèn, en general, dels mateixos factors que els motors Otto, i és major que en els motors de gasolina, arribant a superar el 40%. Aquest valor s'aconsegueix amb un grau de compressió de 14 a 1, essent necessària una major robustesa, i els motors dièsel són, generalment, més pesants que els motors Otto. Aquest desavantatge ja es compensa amb una major eficiència i el fet d'utilitzar combustibles més barats.
Els motors dièsel solen ser motors lents amb velocitats de cigonyal de 100 a 750 revolucions per minut (rpm o r/min), mentre que els motors Otto treballen de 2.500 a 5.000 rpm. Això no obstant, ara com ara, alguns tipus de motors dièsel treballen a velocitats similars que els motors de gasolina, però generalment amb majors cilindrades a causa del baix rendiment del gas-oil respecte a la gasolina.

### Motor semidièsel

Motor semidiesel.
1 Precambra de combustió.
2 Cilindre.
3 Pistó.
4 Càrter

Dit també de culata calenta. És un motor amb cicle dièsel però de dos temps, és a dir que el cilindre té forats (espiralls), en el qual l'escombratge dels gasos cremats i el reomplert del cilindre, es fa amb aire comprimit, ja sigui per precompressió en el càrter (motor monocilíndric) o des d'un dipòsit exterior que també serveix per al seu llançament. Acostuma a ser un motor lent, es feia servir en instal·lacions fixes, vaixells, etc. En motors pluricilíndrics un dels pistons és un compressor per l'aire d'escombratge.
Antigament el fabricaven empreses com ABC, Heinz i l'utilitzava el tractor Lanz. També hi havia moltes fàbriques en els països escandinaus, una de les més destacades era Bolinder.

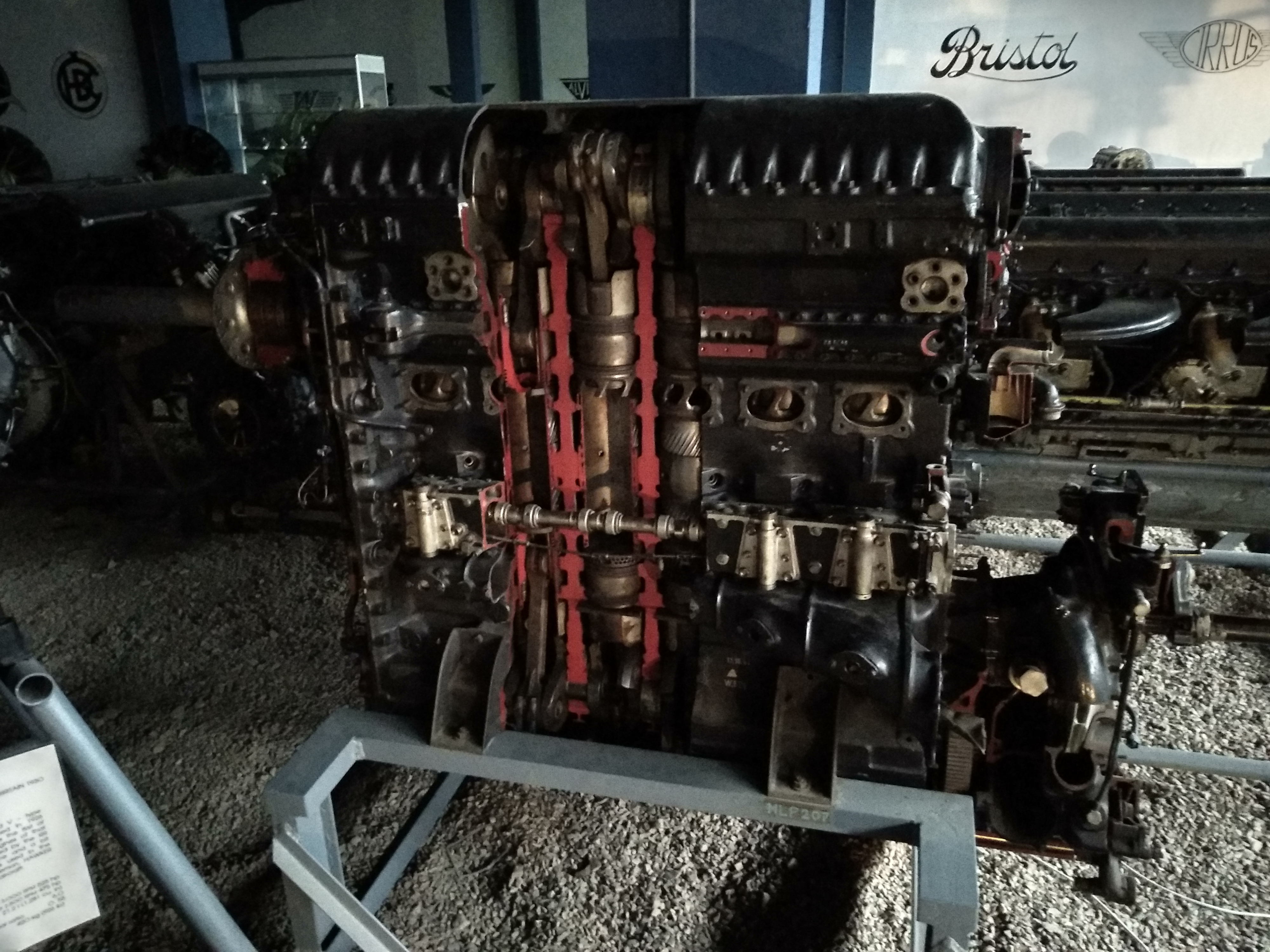
Motor Jumo 205

Actualment hi ha la renaixença del motor dos temps de pistons oposats, que ja s'habíen utilitzat en aviació Junkers Jumo 205-207, e inclòs s'havia fabricat a Barcelona el CETA Z-5116 o inclòs el novissim INnegine...

### Motor de dos temps
Amb un disseny adequat pot aconseguir-se que un motor Otto o dièsel funcioni a dos temps, amb un temps de potència cada dues fases en lloc de cada quatre fases. L'eficiència d'aquest tipus de motors és menor que la dels motors de quatre temps, però com que es necessita només dos temps per a realitzar un cicle complet, produeixen més potència que un motor quatre temps de la mateixa mida (cilindrada) i que funcioni a la mateixa velocitat de rotació del cigonyal.
El principi general del motor de dos temps és la reducció de la duració dels períodes d'absorció de combustible i d'expulsió de gasos a una part mínima d'un dels temps, en lloc que cada operació requereixi un temps complet. El disseny més simple de motor de dos temps utilitza, en lloc de vàlvules de capçal, vàlvules lliscants o forats (que queden obertes en desplaçar-se el pistó cap enrere). En els motors de dos temps la mescla de combustible i aire entra en el cilindre a través de l'orifici d'aspiració quan el pistó està en la posició més propera al punt mort inferior perquè ha estat prèviament precomprimit. La primera fase és la compressió, en la qual s'encén la càrrega de mescla quan el pistó arriba al final de la fase. A continuació, el pistó es desplaça cap enrere en la fase d'explosió, poc abans d'arribar al punt mort inferior s'obre l'orifici d'expulsió i permetent que els gasos surtin de la cambra.

### Motor Wankel

Motor Wankel

A la dècada del 1950, l'enginyer alemany Felix Wankel va completar el desenvolupament d'un motor de combustió interna amb un disseny revolucionari, actualment conegut com a Motor Wankel. Utilitza un rotor triangular-lobular dins d'una cambra ovalada, en lloc d'un pistó i un cilindre.
La mescla de combustible i aire és absorbida a través d'un orifici d'aspiració i queda atrapada entre una de les cares del rotor i la paret de la cambra. La rotació del rotor comprimeix la mescla, que s'encén amb una bugia. Els gasos s'expulsen a través d'un orifici d'expulsió amb el moviment del rotor. El cicle es desenvolupa una vegada en cada una de les cares del rotor i produeix tres fases de potència en cada gir.
El motor de Wankel és compacte i lleuger en comparació amb els motors de pistons, per la qual cosa va guanyar importància durant la crisi del petroli en les dècades del 1970 i del 1980. A més, funciona gairebé sense vibracions i la seva senzillesa mecànica permet una fabricació barata. No requereix molta refrigeració, i el seu centre de gravetat baix augmenta la seguretat en la conducció. No obstant tret alguns exemples pràctics com alguns vehicles Mazda, ha tingut problemes de durabilitat.

### Motor de càrrega estratificada
Una variant del motor d'encesa amb bugies és el motor de càrrega estratificada, dissenyat per reduir les emissions sense necessitat d'un sistema de recirculació dels gasos resultants de la combustió i sense utilitzar un catalitzador. La clau d'aquest disseny és una cambra de combustió doble dins de cada cilindre, amb una avantcambra que conté una barreja rica de combustible i aire mentre la cambra principal conté una barreja pobra. La bugia encén la barreja rica, que a la vegada encén la de la cambra principal. La temperatura màxima que s'assoleix és suficient per impedir la formació d'òxids de nitrogen, mentre que la temperatura mitjana és la suficient per limitar les emissions de monòxid de carboni i hidrocarburs.

## Cicles teòrics dels motors

### Dos temps

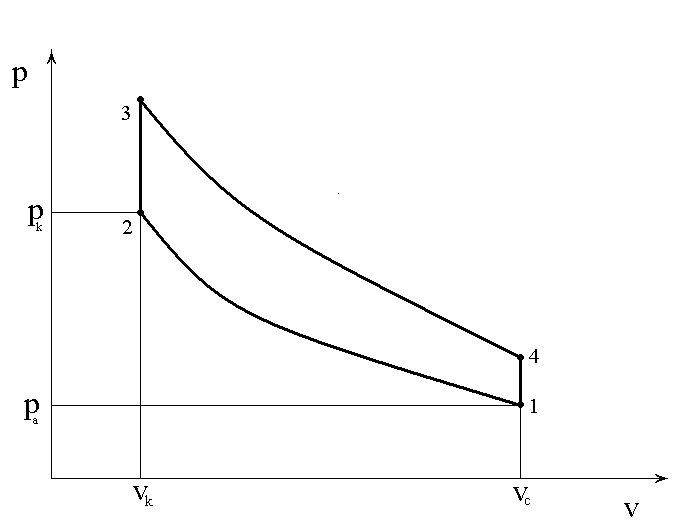
Diagrama P/V ideal d'un cicle Otto de dos temps.

Aquest sistema aconsegueix empaquetar un cicle de treball a cada dos curses de l'èmbol (amunt i avall). Això s'aconsegueix expulsant els gasos i admetent barreja fresca al cilindre simultàniament.
Els passos són:
1. Admissió i expulsió es produeixen al voltant del punt mort inferior. Cal que la barreja d'admissió tingui una sobre pressió, això s'aconsegueix precomprimint-la al carter o amb un compressor auxiliar.
2. Cursa de compressió: La barreja de combustible i aire es comprimeix i salta la guspira d'ignició. En cas de Dièsel: Es comprimeix l'aire, s'injecta el combustible i es produeix l'explosió. La combustió genera calor que provoca un augment de la pressió i la temperatura.
3. Cursa d'expansió: El pistó és empès pels gasos calents a alta pressió.

### Cicle Otto

Diagrama de Pressió/volum del cicle Otto ideal que mostra que l'entrada de calor de combustió Qp i la sortida de calor de l'expulsió Qo, la cursa d'expansió és la línia corba de dalt, la de baix és la cursa de compressió. L'àrea tancada dins del diagrama representa el treball mecànic net generat durant un cicle de quatre temps termodinàmics.

Els motors basats en quatre temps ("Cicle d'Otto") tenen una cursa d'expansió que genera energia mecànica per cada quatre curses (amunt-avall-amunt-avall) i empren ignició per bugia. La combustió ocorre ràpidament, i durant la combustió el volum varia poc ("volum constant"). es fan servir en cotxes, vaixells, algunes motocicletes, i moltes avionetes. Són generalment més silenciosos, més eficients, i més grans que els seus homòlegs de dos temps.
Els temps són:
1. Cursa d'admissió: S'aspiren aire i combustible vaporitzat.
2. Cursa de compressió: La barreja d'aire i combustible es comprimeixen. Al final de la cursa la bugia provoca una guspira que inicia la combustió. La combustió es produeix en un temps relativament petit comparat amb el desplaçament del pistó, en el cicle ideal se suposa que la introducció de la calor de combustió es produeix a volum constant en el punt mort superior. La calor de combustió provoca l'augment de pressió i temperatura.
3. Cursa d'expansió: Els gasos de la combustió s'expandeixen empenyent el pistó i generant energia mecànica. Com que la pressió és superior a la de compressió l'energia generada és superior a la que prèviament s'havia consumit per comprimir la barreja proporcionant un balanç net positiu.
4. Cursa d'expulsió: S'obre la vàlvula d'escapament i el pistó puja cap al punt mort superior expulsant els gasos.

Durant les curses 1a, 2a i 4a el pistó consumeix part de la potència que es genera a la cursa 3a. En els motors d'un únic cilindre part de l'energia s'emmagatzema en un volant d'inèrcia que garanteix el gir en aquestes curses. En els motors de diversos cilindres a més d'emmagatzemar part de l'energia en forma d'energia cinètica, es van provocant de forma progressiva les combustions en els diferents cilindres de forma que s'obté un funcionament més suau.
Hi ha diverses variants d'aquest cicle, entre ells el cicle Atkinson i el cicle Miller.

### Cicle Diesel

Diagrama P-v del cicle dièsel ideal. El cicle segueix les curses 1-4 en direcció de les agulles del rellotge.

La majoria dels motors de camions i automòbils utilitzen un cicle de quatre curses, però amb un sistema d'ignició per compressió en comptes de necessitar un sistema d'ignició separat. Aquesta variació s'anomena el cicle de dièsel. En el cicle de dièsel, el gasoli s'injecta directament al cilindre de manera que la combustió es produeix a pressió constant, mentre l'èmbol es mou, a diferència del cicle Otto en que l'èmbol està essencialment immòbil.

### Sis temps
Els motors de sis temps fa servir la calor malgastada del cicle d'Otto de quatre temps per generar vapor, que simultàniament refreda el motor mentre i proporciona un cop cursa de potència afegida. Això elimina la necessitat d'un sistema de refrigeració i fa més lleuger el motor i al mateix temps pot arribar a generar un 40% d'augment d'eficiència respecte del Cicle Otto.

### Cicle Brayton

Cicle Brayton

Una turbina de gas és una màquina rotativa d'alguna manera similar en principi a una turbina de vapor i consta de tres components principals: un compressor, una cambra de combustió, i una turbina. L'aire després de ser comprimit al compressor s'escalfa cremant-hi combustible, això escalfa i expandeix l'aire, i aquesta energia extra se cedeix a la turbina que arrossega el compressor i tanca el cicle mentre que lliura l'excedent d'energia a l'eix del motor.
Els motors de cicle de turbina de gas empren un sistema de combustió continu on la compressió, combustió, i expansió ocorren simultàniament en llocs diferents generant energia contínuament. La combustió té lloc a pressió constant, a diferència del cicle Otto que és a volum pràcticament constant.

## Sobrealimentació
Article principal: Sobrealimentació

Un motor amb sobrealimentació utilitza un compressor per augmentar la massa d'aire (dièsel) o de mescla aire/gasolina (motor de gasolina) que entra al cilindre en la fase d'admissió, augmentant-ne la seva pressió en el motor de combustió interna alternatiu, per augmentar la força de la carrera de treball, és a dir el parell motor en cada revolució i, per tant, la potència. La sobrepressió en el conducte d'admissió s'aconsegueix a través de bombes que augmenten la pressió del fluid atmosfèric. Les bombes poden ser de diversos tipus i consumir energia mecànica de diversos mecanismes. 

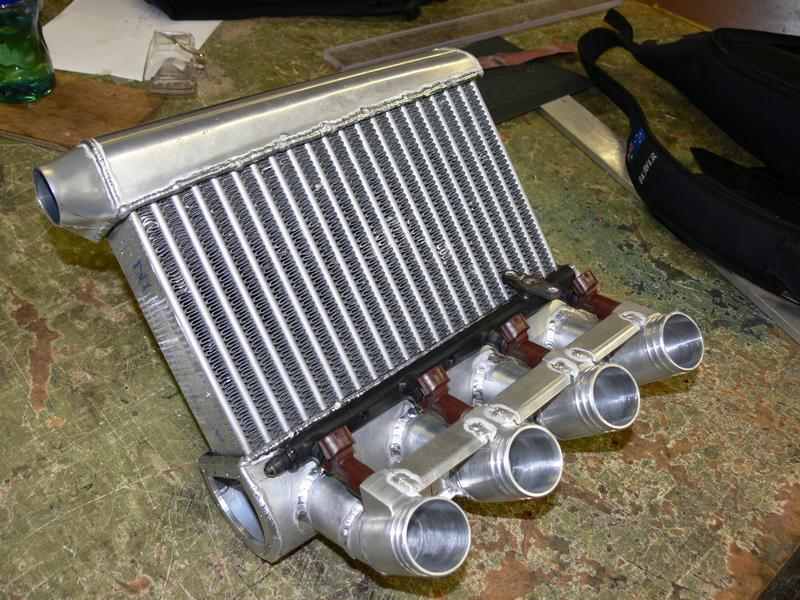
Radiador intercooler

En els motors d'aviació, quan s'augmentava l'alçaria, s'observava una caiguda de rendiment, per la manca d'oxigen, i per això es va utilitzar la sobrealimentació. Posteriorment passaria a utilitzar-se aquest sistema en els automòbils esportius.

### Tipus de màquines compressores
Dos compressors d'inducció forçada d'ús comú són turbocompressors i supercarregadors. Un turbocompressor és un compressor centrífug accionat pel flux de gasos d'escapament del motor. Els supercarregadors utilitzen diversos tipus diferents de compressors però estan alimentats directament per la rotació del motor, en general a través d'una transmissió per corretja. El compressor pot ser centrífug o de compressió per desplaçament positiu. 

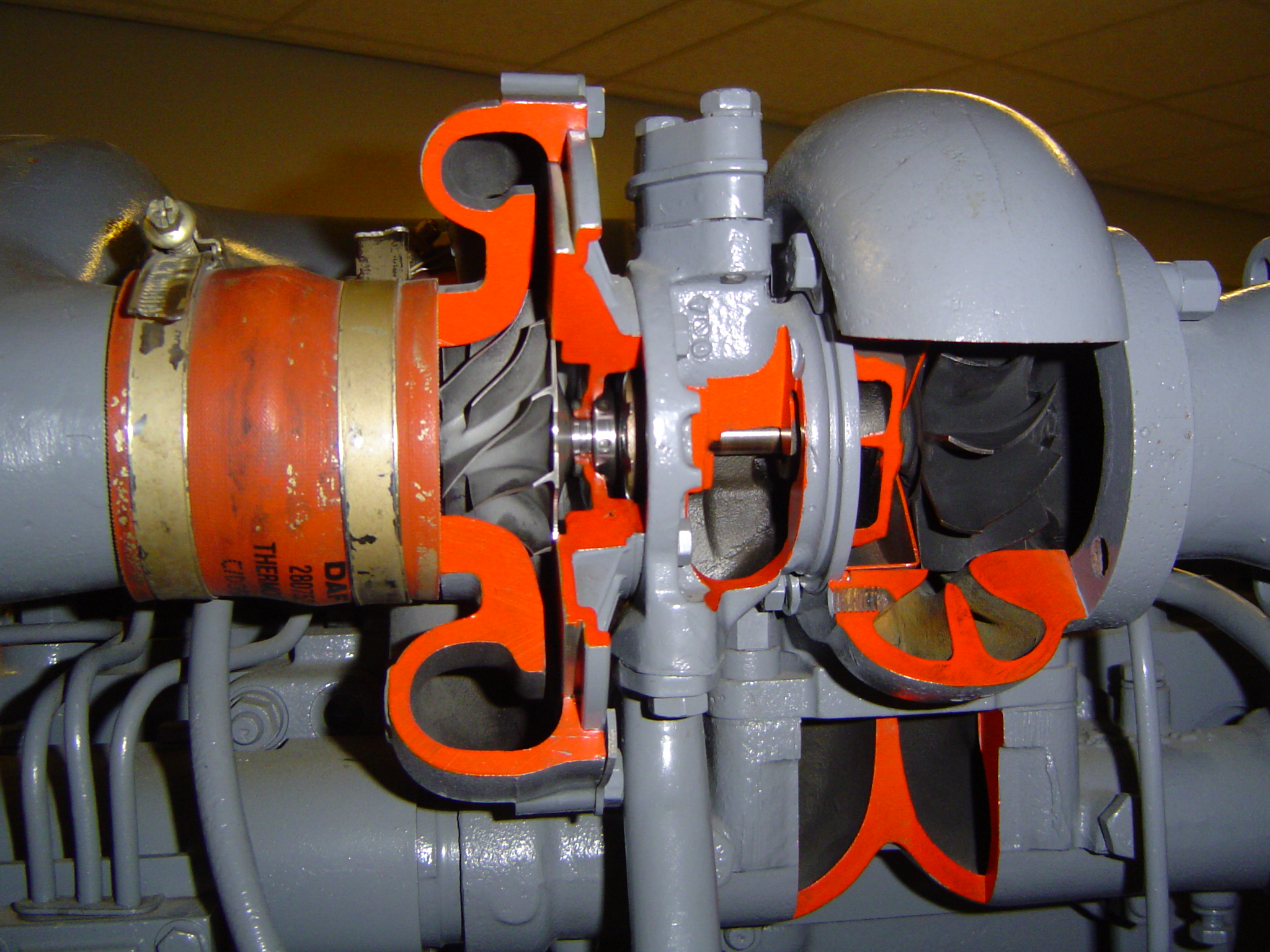
Turbocompressor seccionat. A esquerra i dreta, sengles turbines, cadascuna per un tipus de fluid: Gasos d'admissió i gasos d'escapament.

El turbocompressor, que aprofita els gasos d'escapament per arrossegar el compressor, pot augmentar la potència a l'eix fins a un 25%. Per les lleis de la termodinàmica, en augmentar la pressió, augmenta la temperatura, i per això si refredem aquests gassos comprimits, podrem augmentar la quantitat d'aire que es pot introduir en els cilindres (efecte intercooler) que pot augmentar la potència fins al 50%.

## Eficiència energètica
Una vegada encesa i cremada la barreja, els gasos calents resultants de la combustió tenen més energia tèrmica disponible que la mescla d'aire i combustible comprimida original (que tenia més energia química). L'energia disponible es manifesta en més alta temperatura i pressió que es pot transformar en treball mecànic pel motor. En un motor alternatiu, els gasos a alta pressió dins dels cilindres mouen els èmbols del motor.
Una vegada que s'ha extret l'energia disponible, els gasos calents restants s'expulsen (sovint obrint una vàlvula) i això permet que l'èmbol retorni a la seva posició prèvia (punt mort superior). Llavors l'èmbol pot continuar a la propera fase del seu cicle, que varia entre motors. Tot el calor que no es transforma en treball normalment es considera una pèrdua i s'extreu del motor amb un sistema de refrigeració per aire o per líquid.
Es pot parlar de rendiment del motors de diverses maneres però normalment implica una comparació de l'energia química total en els combustibles i l'energia útil extreta dels combustibles en la forma d'energia cinètica. L'enfocament més fonamental i abstracta de rendiment dels motors és el límit termodinàmic per extraure energia del combustible definit per un cicle termodinàmic. L'enfocament més complet és el rendiment de combustible empíric del sistema complet del motor per acomplir una tasca desitjada; per exemple, els litres per quilòmetre consumits.
Els motors de combustió interna són principalment motors tèrmics i com a tals el fenomen que limita el seu rendiment ve descrit pels cicles termodinàmics. Cap d'aquests cicles no excedeix el límit definit pel Cicle de Carnot que estableix que el rendiment global ve imposat per la diferència entre les temperatures màxima i mínima d'operació del motor. En un motor la temperatura màxima normalment i fonamentalment està limitada per l'estabilitat tèrmica del material utilitzat per constituir el motor. Tots els metalls i aliatges acaben fonent-se o descomponent-se i hi ha significatius treballs de recerca per emprar materials ceràmics que poden proporcionat alta estabilitat tèrmica i propietats estructurals desitjables. L'estabilitat tèrmica més alta permet que la diferència de temperatura sigui més gran i, per tant, que el rendiment termodinàmic també sigui més gran.
Els límits termodinàmics suposen que el motor està operant en condicions ideals: un món sense fricció, gasos ideals, aïllants perfectes, i operació a temps infinit. El món real és substancialment més complex i totes les complexitats redueixen el rendiment. A més a més, els motors reals treballen millor en càrregues específiques descrites per la seva corba de potència. Per exemple, un cotxe que circula per una autopista a velocitat constant normalment està operant significativament per sota de la seva càrrega ideal, perquè el motor està dissenyat per les càrregues més altes necessàries per l'acceleració ràpida.
La majoria dels motors fets d'acer tenen un límit termodinàmic d'un 37%. Fins i tot afegint turbocompressors i elements de millora d'eficiència, la majoria dels motors acaben amb un rendiment mitjà al voltant del 18%-20%. Els motors dels coets són millors, fins a un 70%, perquè efectuen la combustió a temperatures i pressions molt altes i poden tenir relacions d'expansió molt altes.
Hi ha molts invents dedicats a augmentar el rendiment dels motors de combustió interna. En general, els motors pràctics sempre acaben amb un compromís entre diferents propietats com rendiment, pes, potència, calor, resposta, emissions del tub d'escapament, o soroll. A vegades l'economia també té un paper no només en el cost de fabricar el motor mateix, sinó també de preparar i distribuir el combustible. Augmentar el rendiment dels motors és una millora econòmica en combustible només si el cost del combustible per contingut d'energia és el mateix.

## Tipus de combustibles utilitzats en els motors d'explosió
La benzina, la qual s'obté mitjançant la destil·lació fraccionada del petroli, va ser descoberta el 1857. Més endavant, el 1860, Jean Joseph Etienne Lenoir va crear el primer de motor combustió interna cremant gas dins del cilindre. Però s'hauria d'esperar fins a 1876 perquè Nikolaus August Otto construís el primer motor de benzina de la història, de quatre temps, que va ser la base per a tots els motors posteriors de combustió interna; el 1885 Karl Benz començà a utilitzar motors de benzina en els seus primers prototips d'automòbils. Al segle xxi alguns motors d'explosió poden funcionar també amb etanol, gas natural comprimit, gas licuat de petroli i/o hidrogen, a més de benzina.

## Contaminació de l'aire i acústica
Els motors de combustió interna produeixen emissions a l'atmosfera contaminants, a causa de la combustió incompleta dels hidrocarburs del combustible. Els principals derivats del procés de combustió són el diòxid de carboni CO₂, l'aigua i fum format per partícules sòlides en suspensió. Els efectes de respirar les partícules s'han estudiat en humans i animals i inclouen asma, càncer de pulmó, accidents cardiovasculars, i mort prematura. Hi ha tanmateix alguns productes addicionals del procés de combustió que inclouen òxids de nitrogen i sofre i alguns hidrocarburs no cremats, depenent de les condicions d'operació i la proporció d'aire a combustible.
No tot el combustible es consumirà completament en el procés de combustió; una petita quantitat de combustible estarà present després de la combustió, part de la qual pot reaccionar per formar compostos oxigenats, com formaldehid o acetaldehid, o hidrocarburs no presents en la mescla inicial de combustible. La causa principal d'això és la necessitat d'operar a prop de la proporció estequiomètrica en motors de gasolina per aconseguir la combustió i la propagació de la flama fins al costat de les parets del cilindre relativament fredes evitant que la flama s'apagui abans, altrament el combustible podria cremar més completament en excés aire. En operar a velocitats baixes, l'apagament prematur de la flama s'observa comunament en motors dièsel (ignició per compressió) que funcionen amb gas natural. L'apagament prematur de la flama redueix l'eficiència i augmenta la vibració, a vegades provoca que el motor s'aturi. Augmentant la quantitat d'aire al motor es redueix la quantitat dels dos primers contaminants, però es tendeix a fomentar que l'oxigen i el nitrogen de l'aire es combinin per produir òxids de nitrogen (NOx) que s'ha demostrat que són perillosos per la salut tant de les plantes com dels animals. Els altres productes químics alliberats són benzè i 1,3-butadiè que també són especialment nocius; i no tot el combustible es crema completament, així que també es produeix monòxid de carboni (CO).
Els combustibles d'hidrocarburs contenen sofre i impureses que finalment porten a produir òxid de sofre (SO) i diòxid de sofre (SO₂) al tub d'escapament que provoquen la pluja àcida. Un element final en la contaminació emesa és l'ozó (O₃). Aquest no s'emet directament sinó que es genera a l'aire per l'acció de la llum solar sobre els altres contaminants per formar "ozó a nivell de terra", que, a diferència de la "capa d'ozó" en l'atmosfera alta, és considerat com perjudicial si els nivells són alts. L'ozó és descompost per òxids de nitrògens, així un tendeix a ser més baix on l'altre contaminant és més alt.
Per als contaminants descrits a dalt (òxids de nitrogen, monòxid de carboni, diòxid de sofre, i ozó) hi ha nivells acceptables que s'estableixen per la legislació per als quals no s'ha observat cap efecte nociu fins i tot en grups de població sensibles. Per als altres tres: benzè, 1,3-butadiè, i partícules, no hi ha cap manera de demostrar que siguin segurs a cap nivell així que els experts estableixen estàndards on el risc per la salut és "extremadament petit".
Finalment, els motors de combustió interna fan contribucions significatives a la contaminació acústica. Els automòbils i camions circulant per autopistes i carrers produeixen soroll, com també ho fan els vols dels avions a causa dels reactors, particularment els avions supersònics. Els motors de coets creen el soroll més intens.